# Sankt Georgen am Walde
Sankt Georgen am Walde é um município da Áustria localizado no distrito de Perg, no estado de Alta Áustria.